# 铝酸镧
铝酸镧是一种无机化合物，化学式为LaAlO3，通常缩写为LAO。它是光学透明的氧化物陶瓷，有着扭曲的钙钛矿结构。
铝酸镧可以通过铝、镧和异丙醇反应得到醇盐，水解得到凝胶，再通过煅烧而制得。硝酸铝、硝酸镧和有机物（如草酸二酰肼等）混合灼烧，也能制得铝酸镧。